# Патцке, Бернд
Бернд Па́тцке (нем. Bernd Patzke; родился 14 марта 1943 года) — немецкий футболист, играл на позиции защитника.

## Карьера
Начал карьеру в бельгийском «Стандарде». В бундеслиге играл за «Мюнхен 1860» и берлинскую «Герту». Больше всего известен выступлениями за мюнхенский клуб, в котором провёл 136 матчей и забил два мяча. Заканчивал карьеру в ЮАР.
За сборную ФРГ сыграл 24 игры. Серебряный призёр ЧМ-1966 и бронзовый — ЧЕ-1970. После скандала с договорными матчами в 1971 году некоторое время выступал в ЮАР.
После окончания карьеры тренировал тот же «Мюнхен 1860» и сборную Омана, но оба тренерских пришествия оказались неудачными.